# Nikon F65
Pour les articles homonymes, voir F65.
Le Nikon F65 est un appareil photographique reflex mono-objectif autofocus argentique commercialisé par la firme Nikon à partir de 2000.

## Histoire
Le Nikon F65 est un appareil d'entrée de gamme petit et léger. Il remplace le Nikon F60. Il existe en noir ou en argenté. Il est destiné à concurrencer le Canon EOS 300 dont il reprend le prix de vente.

## Caractéristiques
Reflex mono-objectif 35 mm autofocus à exposition automatique. Compatible avec les objectifs en monture Nikon F avec AI. Son autofocus ne fonctionne évidemment qu'avec des objectifs AF (à l'exception des AF Nikkor prévus pour le Nikon F3AF et les IX Nikkor destinés aux APS). L'autofocus est muni de cinq capteurs. l'obturateur plan focal à rideaux métalliques défilants verticalement donne les vitesses de 30 secondes à 1/2000.
Le viseur couvre 89% du champ. Il est muni d'un correcteur dioptrique.
La mesure de lumière TTL est matricielle six zones ou à prépondérance centrale en mode M. Le calcul d'exposition peut se faire de plusieurs manières :
- Programmé avec décalage.
- Programmes "résultats" paysage, portrait, macro, sport, nocturne.
- Priorité ouverture
- Priorité vitesse
- Manuel
- Mode "universel" Automatique "vert"

L'appareil est muni d'un flash intégré de nombre guide 12 et d'un sabot à quatre contacts (plus la masse) pouvant recevoir n'importe quel flash avec différents niveaux d'utilisation des fonctions de l'appareil.
L'autofocus est capable de déterminer si le sujet est fixe ou en mouvement et règle le mode de suivi en fonction

## Accessoires compatibles
- Le Nikon F65 accepte tous les objectifs en monture F, de préférence autofocus.
- Tous les flash peuvent être utilisés avec des utilisations différentes des fonctions de l'appareil.